# 鴨緑江

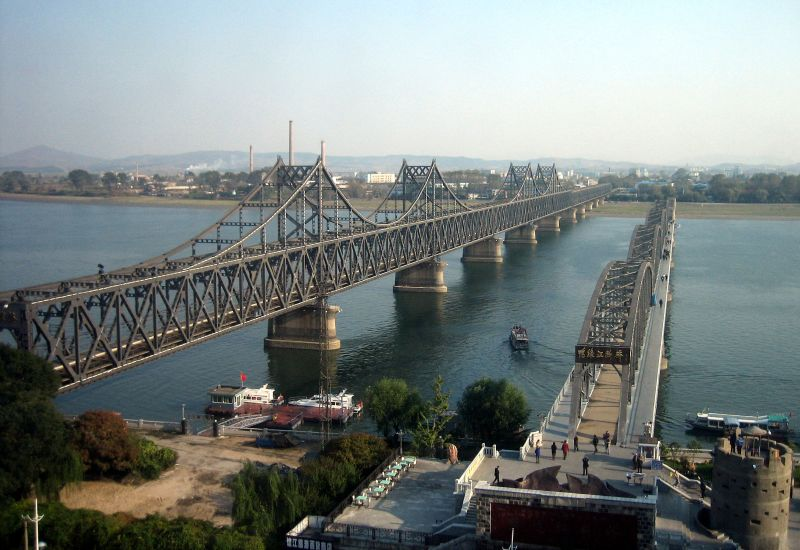
遼寧省丹東市付近（2007年10月20日）

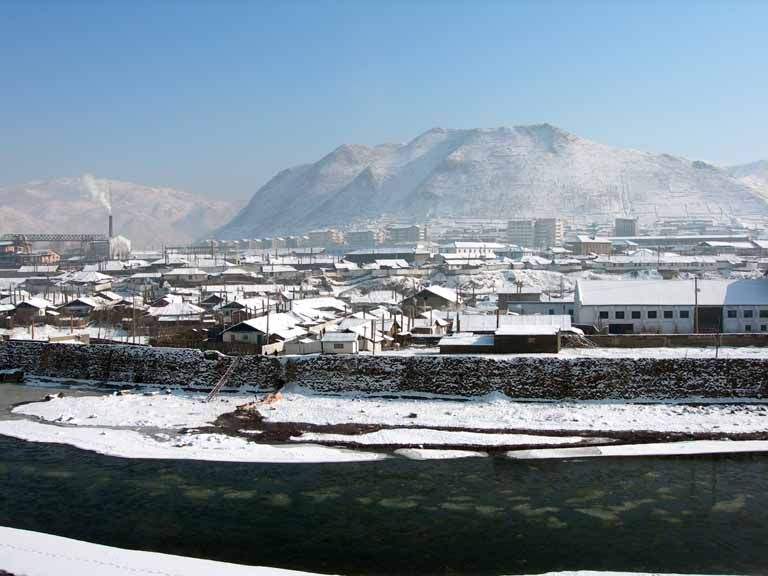
上流、長白朝鮮族自治県から見た南岸（恵山）

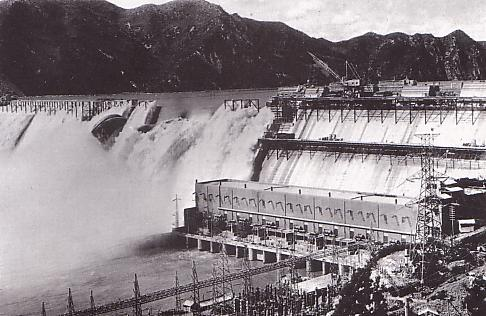
建設中の水豊ダム（1942年）

鴨緑江（おうりょくこう、おうりょっこう、ヤールンジャン、北京語：Yālù Jiāng、満洲語：ᠶᠠᠯᡠ
ᡤᡳᠶᠠᠩ、 転写：yalu giyang、朝鮮語：압록강）は、中華人民共和国（中国）東北部と朝鮮民主主義人民共和国（北朝鮮）との国境となっている川である。白頭山（中国名:長白山）に源を発し黄海に注ぐ。水の色が鴨の頭の色に似ていると言われたことからこの名前がある。

## 地理
北岸は中国吉林省・遼寧省、南岸は北朝鮮慈江道・両江道・平安北道となっている。川沿いの主な都市としては、中国側に臨江、集安、丹東があり、北朝鮮側に慈城、満浦、楚山、新義州がある。
主な支流は赴戦江、長津江、虚川江で、いずれも北朝鮮側の蓋馬高原から北流して鴨緑江に合流しており、中国側からの支流には渾江、愛河などがある。
鴨緑江に架けられている橋の中では、下流の新義州と丹東を結ぶ中朝友誼橋が最もよく知られている。
流域では林業が盛んで、かつては上流部で伐採された木材を筏にして流していた。ここで生産される電力は、現在でも北朝鮮の重要なエネルギー源となっている。
渾江との合流点から下流側は1988年に中華人民共和国国家級風景名勝区に認定された。区域内に水豊湖、太平湾、虎山、鴨緑江大橋、東港の5つの観光地区がある。

## 歴史
古くより朝鮮半島・中国大陸・満洲の接点として重要な河川であった。三国時代には中流域（現・集安市）に高句麗が丸都城を置いた。渤海の滅亡後、契丹による侵攻を撃退した高麗は、10世紀末以降、江東6州を領有し、鴨緑江が朝鮮半島の北界と確定した。高麗王朝末期には、後の朝鮮王朝太祖となる李成桂が政府に反旗を翻したのは、中州に位置する威化島だった。
日清戦争および日露戦争において日本軍は鴨緑江を渡河して満洲に進攻した。
また、朝鮮戦争時には北朝鮮軍を支援する中国軍が鴨緑江を越え、国連軍が両国を結ぶ鴨緑江沿いの要衝に爆撃を行った。
しばしば下流域では氾濫が生じ、水害を発生させる河川である。2010年8月19日-8月21日には上流域で集中豪雨が発生。北朝鮮側の威化島が水没したほか、中国側でも丹東市を中心に5万人以上が避難する事態となった。

## 支流
- 南岸（北朝鮮側）
  - 禿魯江
  - 長津江
  - 赴戦江
  - 虚川江
- 北岸（中国側）
  - 渾江（佟佳江、満洲語：Tunggiya ula）
  - 愛河（満洲語：Aiha）

## 鴨緑江上の諸島
鴨緑江には多くの中州（川中島）があり、ほぼ北朝鮮の領土になっている。上流から、
- 九里島
- 於赤島（虎山長城・一歩跨の向かい）
- 威化島（中朝友誼橋のすぐ上流）
- 珍珠島（中国領。かつてゴルフ場があった）[6]
- 月亮島（中国領）
- 柳草島
- 黄金坪（河口部付近。東港市に接する）
- 綢緞島
- 薪島

などで、このうち威化島と黄金坪では中国と北朝鮮の共同工業区の建設が始まっている。